# VAMPS LIVE 2010 WORLD TOUR CHILE
『VAMPS LIVE 2010 WORLD TOUR CHILE』（ヴァンプス ライヴ にせんじゅう ワールド ツアー チリ）は日本のロックユニット、VAMPSのライヴビデオ。2011年7月13日発売。発売元は自主レーベルのVAMPROSE。

## 解説
前作『VAMPS LIVE 2009』以来約1年2ヶ月ぶり4作目となる映像作品のリリース。
本作品は、VAMPSが2010年7月に発表した2ndアルバム『BEAST』を引っ提げて開催したライヴツアー「VAMPS LIVE 2010 WORLD TOUR」のチリ・サンティアゴ公演の模様を収録したライヴビデオである。VAMPSはこのツアーで、チリ（サンティアゴ）に加え、アメリカ（ニューヨーク、ロサンゼルス、サンフランシスコ、ラスベガス）、フランス（パリ）、スペイン（バルセロナ）、そして上海と台北をまわっている。なお、本作に収められたチリ・サンティアゴ公演は、TEATRO CAUPOLICANで行われており、約5000人の観客を動員している。
ちなみに、本作に収められた公演の舞台であるチリの音楽チャートにおいて、アルバム『BEAST』は日本人アーティストとして初の最高位4位を獲得している。こういった背景もあってか、VAMPSにとって初の南米でのライヴであったにもかかわらず、会場には公演の5日前からファンが列をなし、当日の朝には1500人を超える出待ちが来ており、VAMPSの二人はこの熱烈な歓迎ぶりに「信じられない」と驚いていたという。
本作は、通常盤（DVD）の1形態でリリースされており、チリでのライヴ映像の他に、現地会場の様子を垣間見ることのできるオープニングドキュメント映像が収録されている。ちなみに本作は、発売初週にオリコン週間DVD音楽チャートにて、2009年発売の『VAMPS LIVE 2008』以来2度目の首位を獲得している。なお、本作はオープニングドキュメント映像を除き、iTunes Storeにて配信リリースされている。

## 収録曲
1. DEVIL SIDE
2. SWEET VANILLA
3. IT'S SAD
4. THE PAST
5. SECRET IN MY HEART
6. SWEET DREAMS
7. GET UP
8. VAMP ADDICITION
9. DOLLY
10. SAMSARA
11. MY FIRST LAST
12. HUNTING
13. ANGEL TRIP
14. TROUBLE
15. LIVE WIRE
16. SEX BLOOD ROCK N' ROLL
17. MEMORIES
18. LOVE ADDICT
19. REVOLUTION
20. MIDNIGHT CELEBRATION